# ۸۶۸ (خورشیدی)
۸۶۸ هشتصد و شصت و هشتمین سال هجری خورشیدی است.